# ابی گرانت
ابی گرانت (انگلیسی: Abbi Grant؛ زادهٔ ۱۱ دسامبر ۱۹۹۵) بازیکن فوتبال اهل اسکاتلند است.
وی همچنین در تیم‌های ملی فوتبال Scotland U15، Scotland women's national under-17 football team, Scotland women's national under-19 football team، و زنان اسکاتلند بازی کرده‌است.